# 梅肯 (伊利诺伊州)
梅肯（Macon）位于美国伊利诺伊州中部，是梅肯县的一个小镇。
根据2000年美国人口普查，共有1,213人，其中白人占98.85%。
该村镇以美国政治家内森尼尔·梅肯命名，其行政机构组建于1869年4月19日，在此之前梅肯所在地是铁路公司的土地。
由于梅肯镇距离迪凯特只有11英里，所以在人口统计上被包含在迪凯特的都会区内。